# Bičování Krista

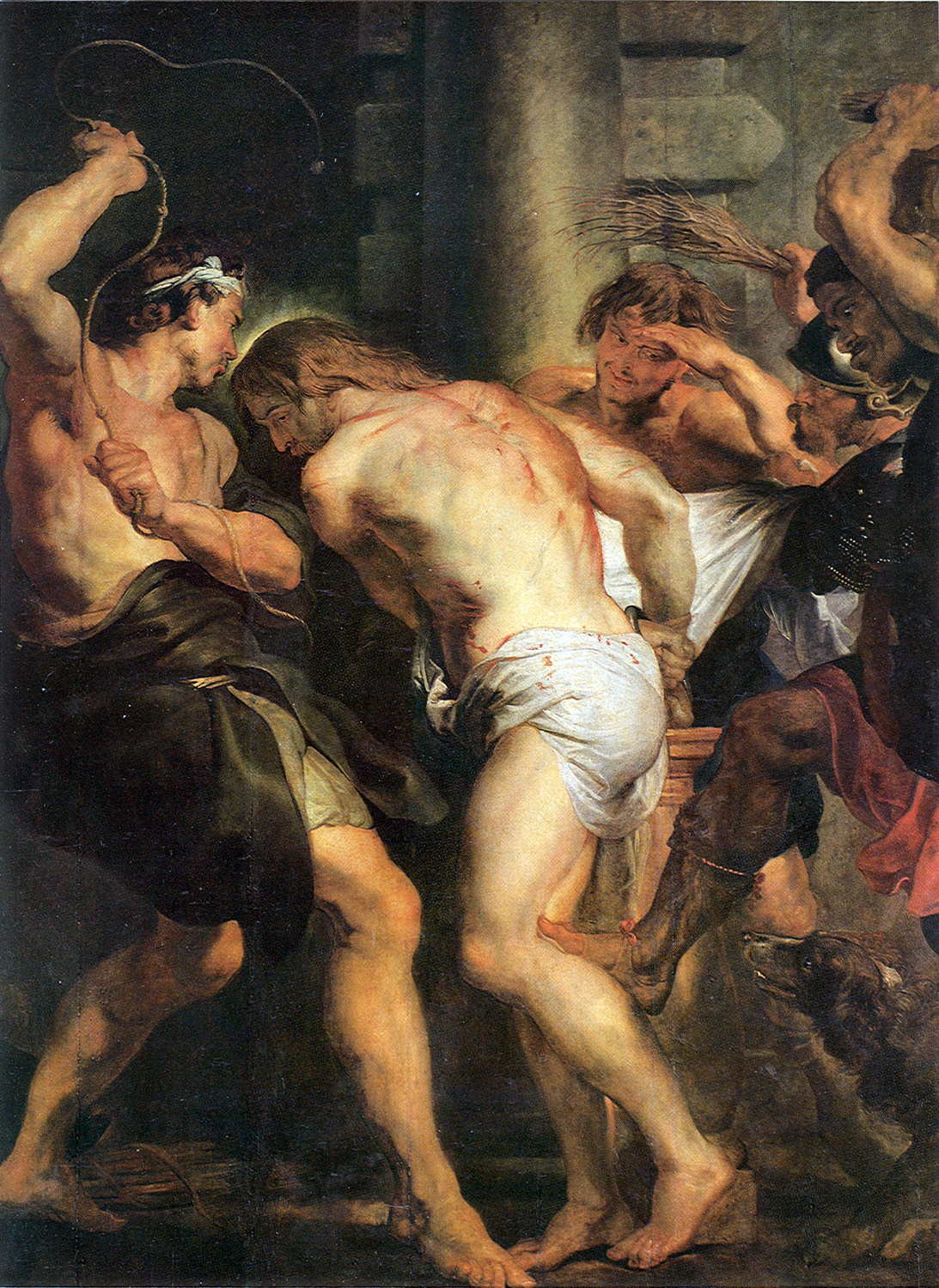
Bičování Krista, Peter Paul Rubens

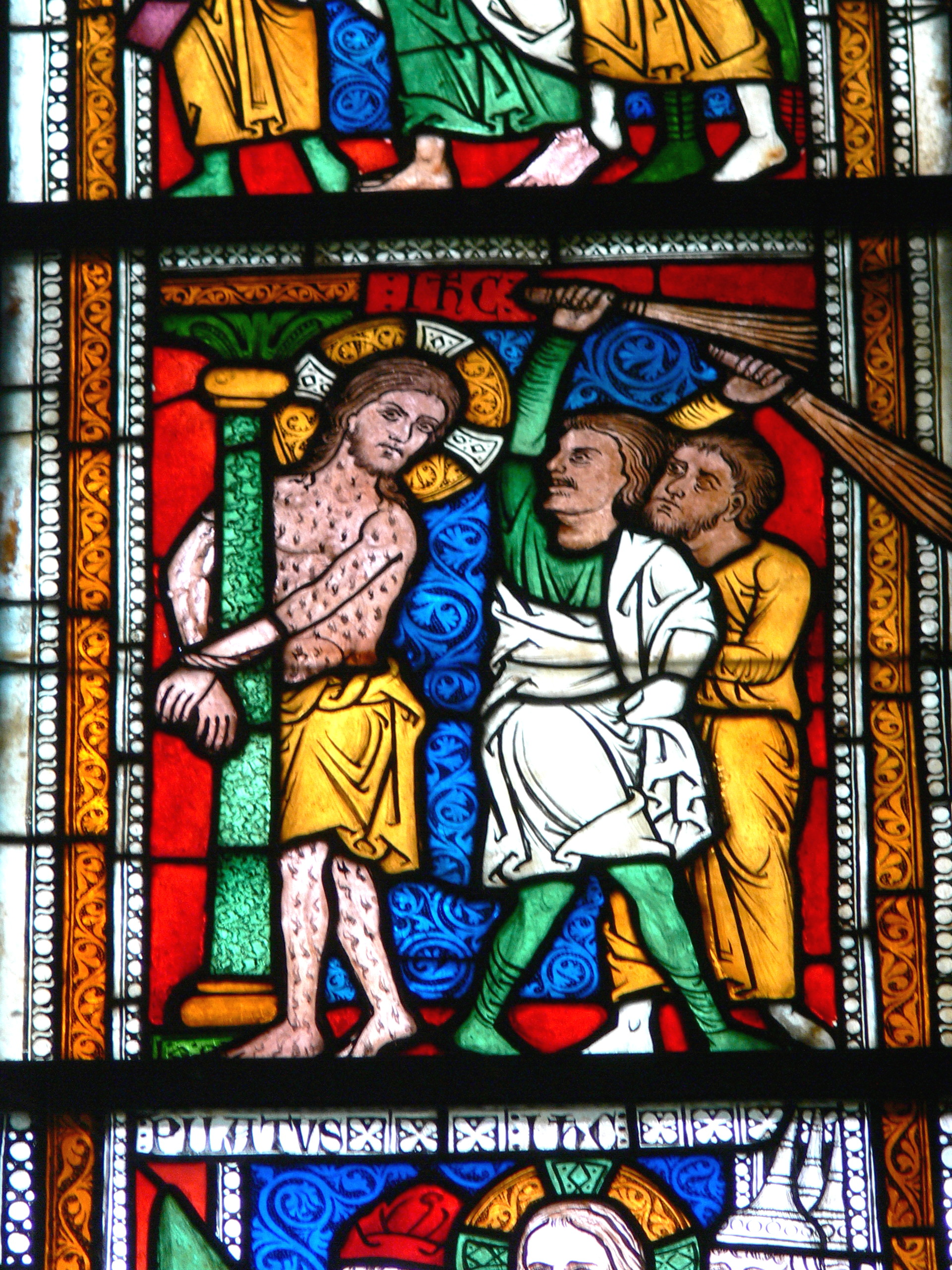
Vitráže z kostela v Dalhemu, Švédsko (asi 1240)

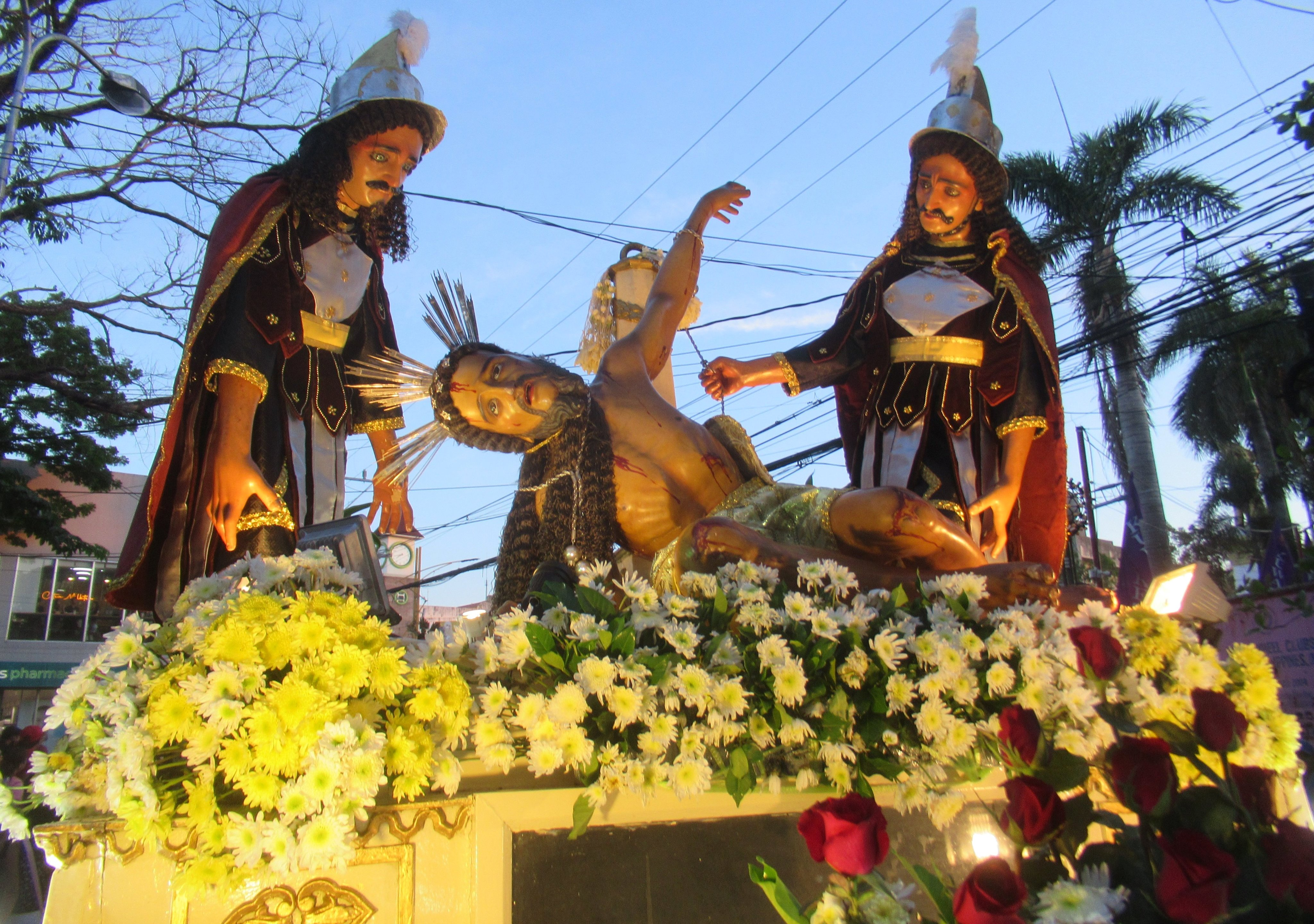
1863 Filipíny „Jesús Desmayado“

Bičování Krista, v umění někdy známé jako Kristus u sloupu nebo Bičování u sloupu, je epizoda z Ježíšova utrpení, jak je popsána v evangeliích. Jako taková je často zobrazována v křesťanském umění v cyklech umučení nebo v širším tématu Kristova života. Katolická tradice umisťuje Bičování na začátek Via Dolorosa v Jeruzalémě a moderní alternativní křížové cesty ho umisťují na čtvrté zastavení; představuje bolestné tajemství růžence. Sloup, k němuž je Kristus obvykle zobrazován přivázaný, a provaz, bič, knuta nebo důtky jsou prvky v Arma Christi. Bazilika Santa Prassede v Římě je jedním z kostelů, které tvrdí, že vlastní originál sloupu nebo jeho části.
V umění byl tento námět nejprve zobrazován jako jeden z řady pašijových výjevů, ale od 15. století byl malován i v samostatných dílech. Nejdiskutovanějším jednotlivým dílem je záhadné zpracování na malé desce v Urbinu od Piera della Francesca (1455–1460), jehož přesný význam unikal generacím historiků umění. Ve stejné době se vyvinul obraz Kristus u sloupu nebo Kristus u kůlu, který představuje samotného Krista přivázaného ke sloupu nebo kůlu. To bylo nejoblíbenější v barokním sochařství a souviselo také s námětem, který se v kanonických evangeliích nevyskytuje, s Kristem v žaláři. Často je obtížné rozlišit mezi těmito dvěma náměty a mezi Kristem u sloupu a bičováním.

## Evangelia
Bičování z rukou Římanů je zmíněno ve třech ze čtyř kanonických evangelií: Jan 19, 1 (Kral, ČEP), Mk 15, 15 (Kral, ČEP) a Mt 27, 26 (Kral, ČEP) a podle římského práva bylo obvyklou předehrou k ukřižování. Žádný z těchto tří popisů není podrobnější než Janův: „Tehdy dal Pilát Ježíše zbičovat.“ Srovnatelné Lukášovo vyprávění, Lk 22, 63–65 (Kral, ČEP), popisuje, jak veleknězova stráž Ježíše bije a vysmívá se mu.  V Kristových pašijích tato epizoda předchází posměchu Krista a korunovaci trním, které se podle evangelií odehrály ve stejnou dobu nebo bezprostředně po ní. Na rozdíl od bičování nebyly součástí běžného římského soudního procesu.

## V umění
Bičování se v západním umění poprvé objevuje v 9. století. V byzantském umění se téměř nevyskytuje a v pravoslavném umění jakéhokoli data je velmi vzácný. Zpočátku se objevovalo v iluminovaných rukopisech a na malých slonovinových obrazech, v Itálii se dochovaly monumentální nástěnné malby s tímto námětem z doby kolem roku 1000. Od začátku se nejčastěji objevují tři postavy, Kristus a dva služebníci Piláta Pontského, kteří ho bičují. Na raných vyobrazeních může být Kristus nahý nebo v dlouhém rouchu, tváří stranou nebo při pohledu zezadu; od 12. století je standardem, že Kristus má na sobě bederní roušku (perizonium) a tváří je obrácen k divákovi. Kristova tvář je obvykle viditelná, což pro umělce představuje „technický problém, jak ho zobrazit, jak přijímá údery na zádech, což je obvyklé místo, a zároveň nechat jeho tvář viditelnou“. Často se zdá, že přijímá údery na přední straně těla.
Někdy je zobrazen Pilát Pontský, který scéně přihlíží, a může k němu přistupovat služebná jeho ženy se svým poselstvím, a v pozdějším středověku, pravděpodobně pod vlivem pašijových her, může být počet mužů bijících Krista tři nebo čtyři, na severu postupně zkarikovaní jako groteskní postavy v oděvu soudobých žoldnéřů. Někdy je přítomna další postava, kterou může být Herodes. Bičování probíhalo rukama lidí pracujících pro Piláta Pontského, ale bičující mohou někdy nosit židovské klobouky. Podle Ducciova Maestà se scéna může odehrávat na veřejnosti, před publikem židovského lidu.
Františkáni, kteří propagovali sebebičování jako prostředek ztotožnění se s Kristovým utrpením, jsou pravděpodobně zodpovědní za řadu velkých italských procesních křížů, na nichž bičování zaujímá zadní stranu kříže a na přední straně je vyobrazeno Ukřižování. Ty byly pravděpodobně někdy při procesích následovány flagelanty, kteří mohli vidět Krista trpícího před nimi.

### Významná díla
Jednotlivá díla:
- Bičování Krista (Piero della Francesca), 1455–1460
- Kristus u sloupu (Antonello da Messina), kolem 1475
- Bičování Krista (Caravaggio), 1607
- Kristus u sloupu (Caravaggio), 1607

Cykly: 
- Maestà (Duccio)
- Kaple Scrovegni, autor Giotto

### Galerie

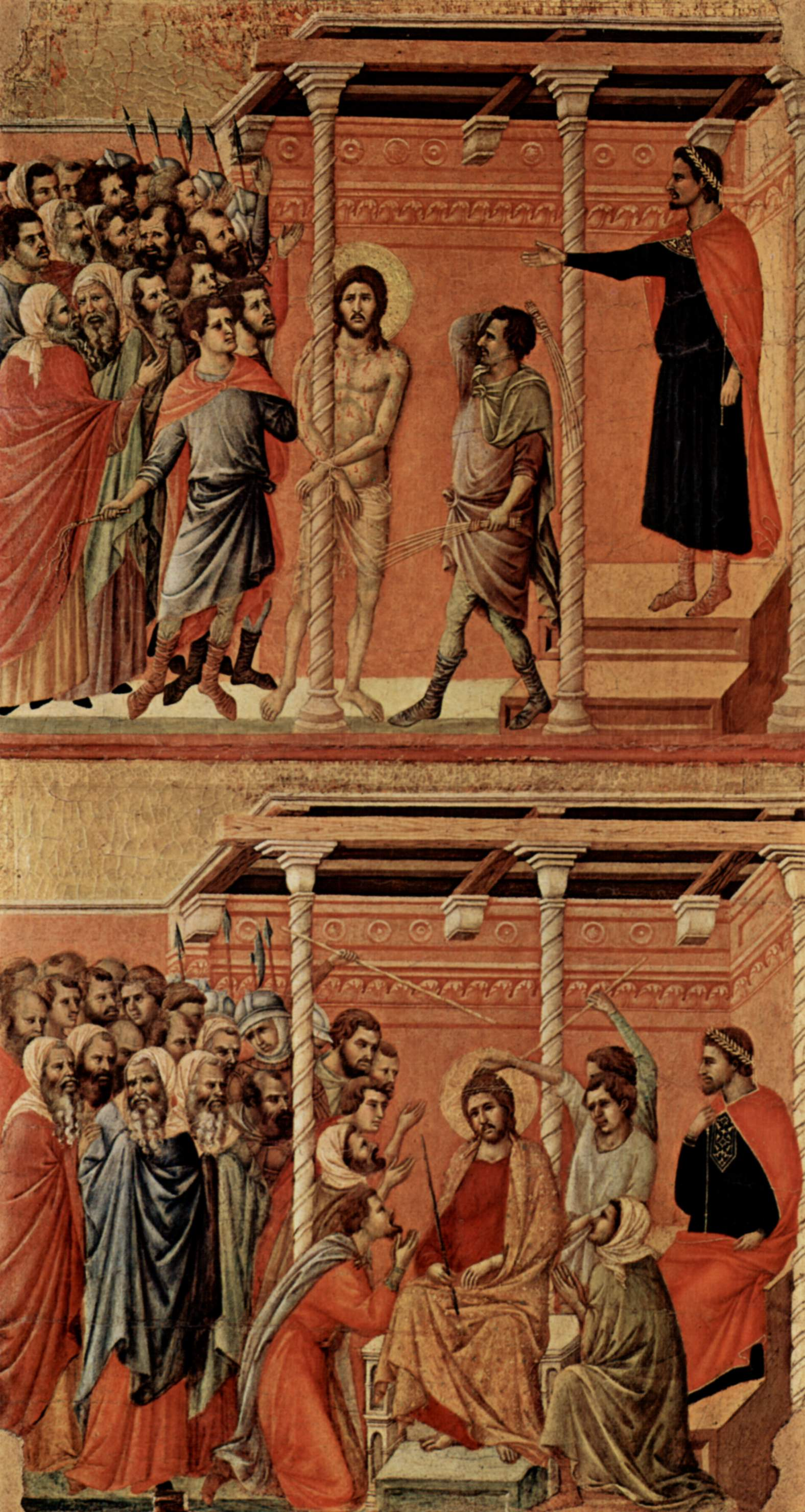
Maestà od Duccia
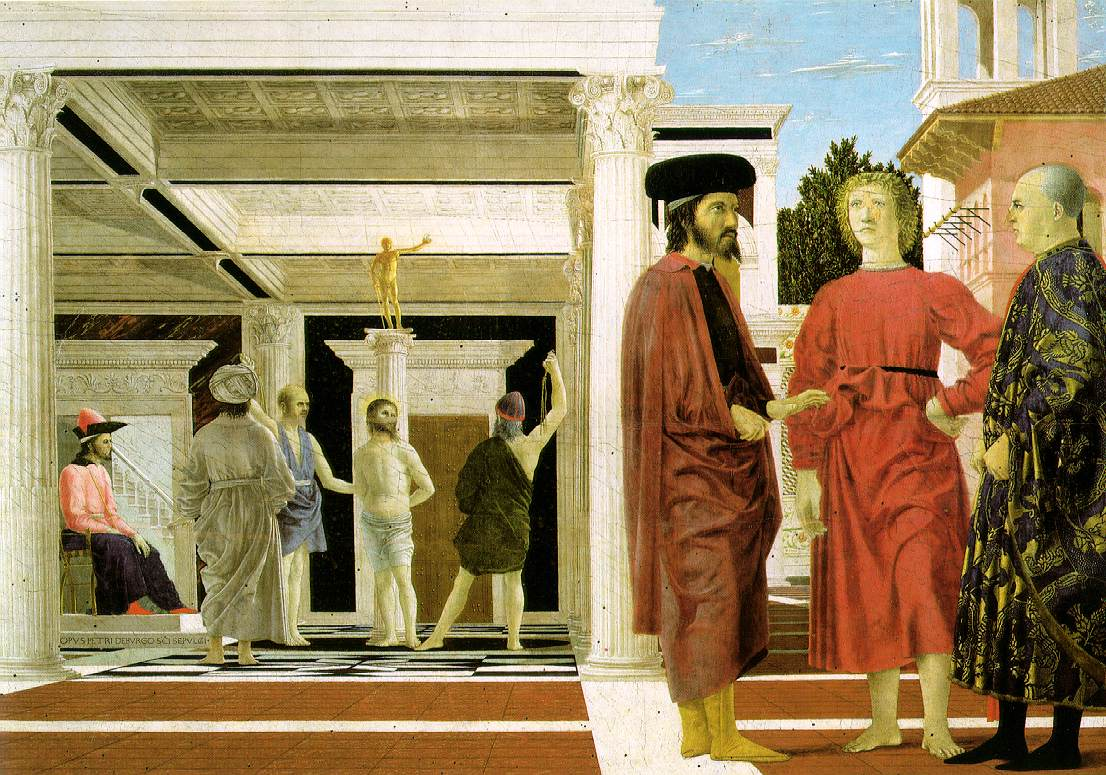
Bičování Krista, Piero della Francesca
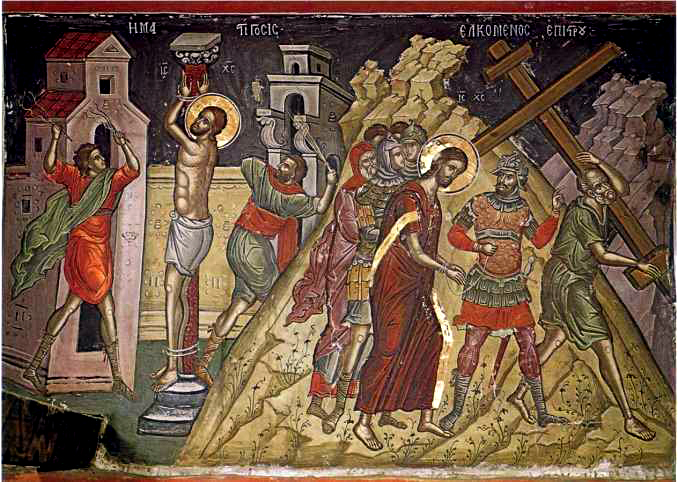
Řecká pravoslavná freska Theofana Krétského
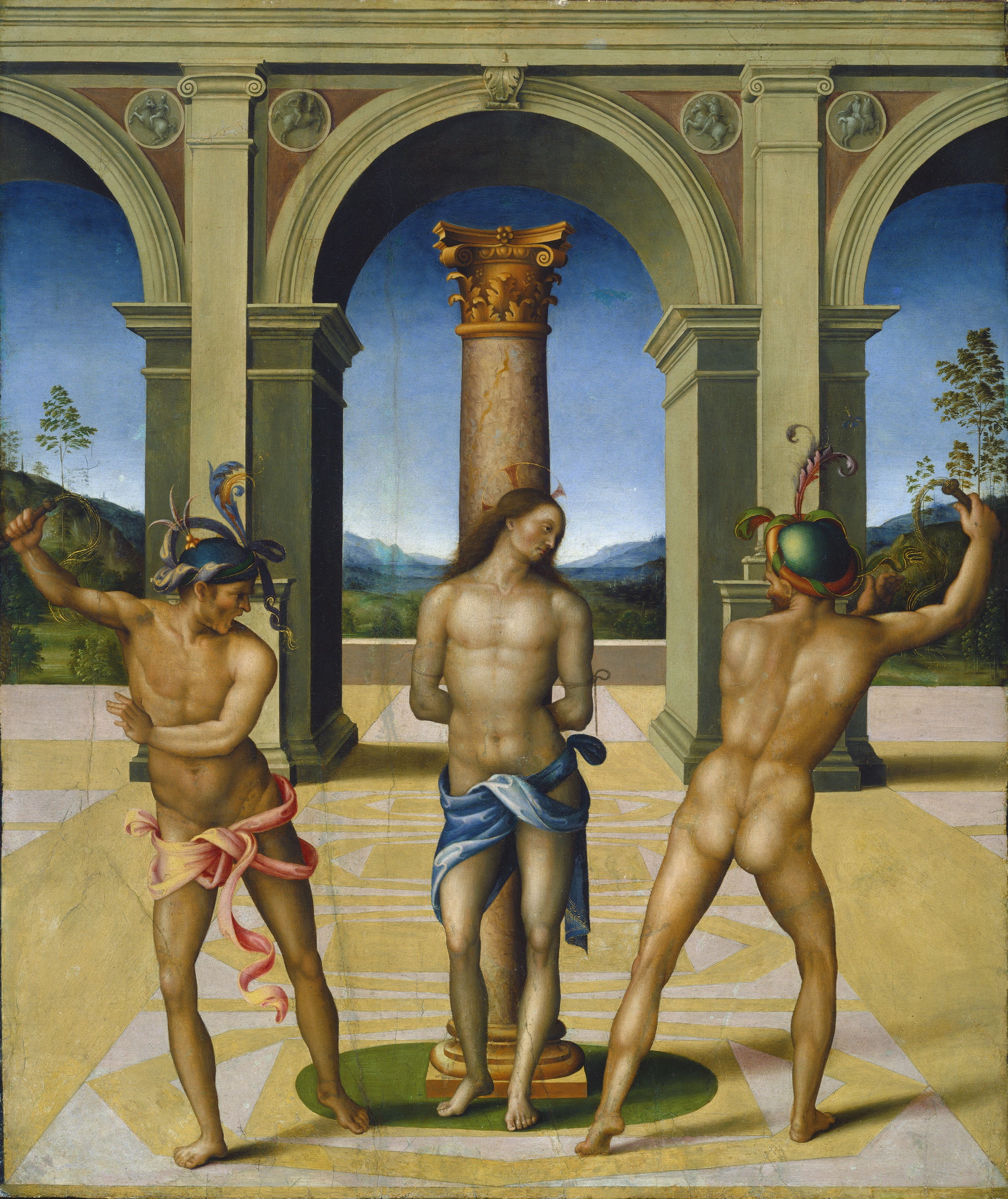
Bičování Krista, Bacchiacca
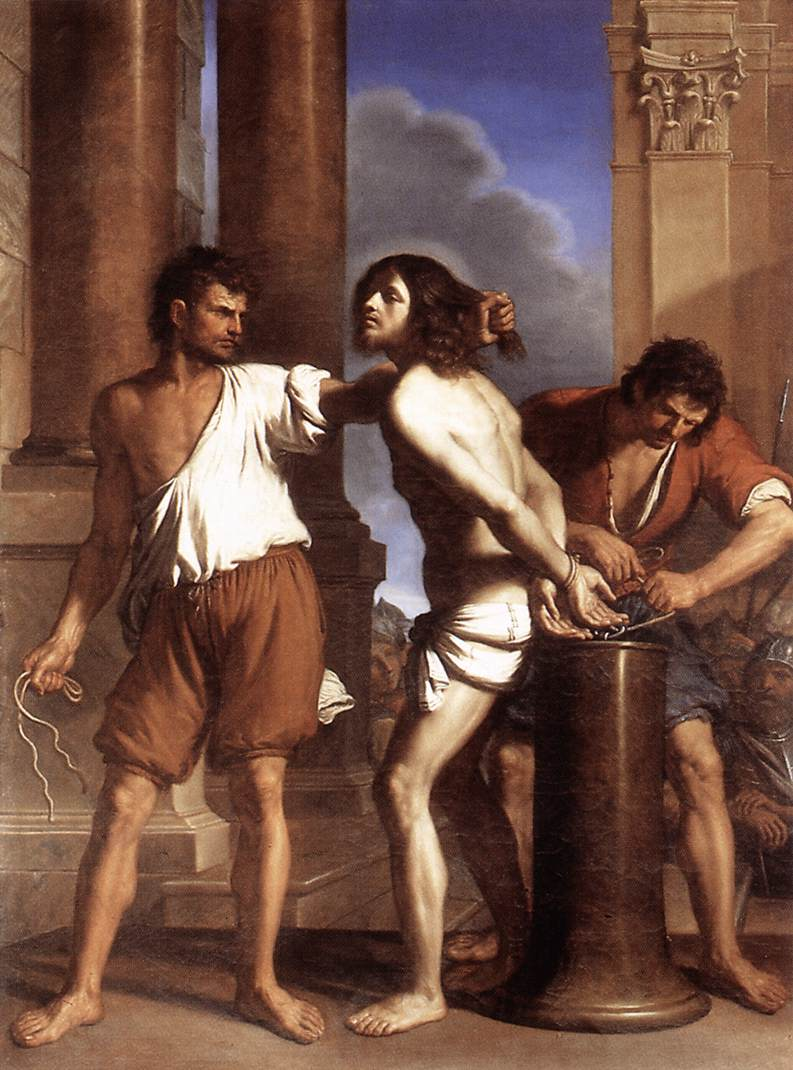
Guercino, 1657
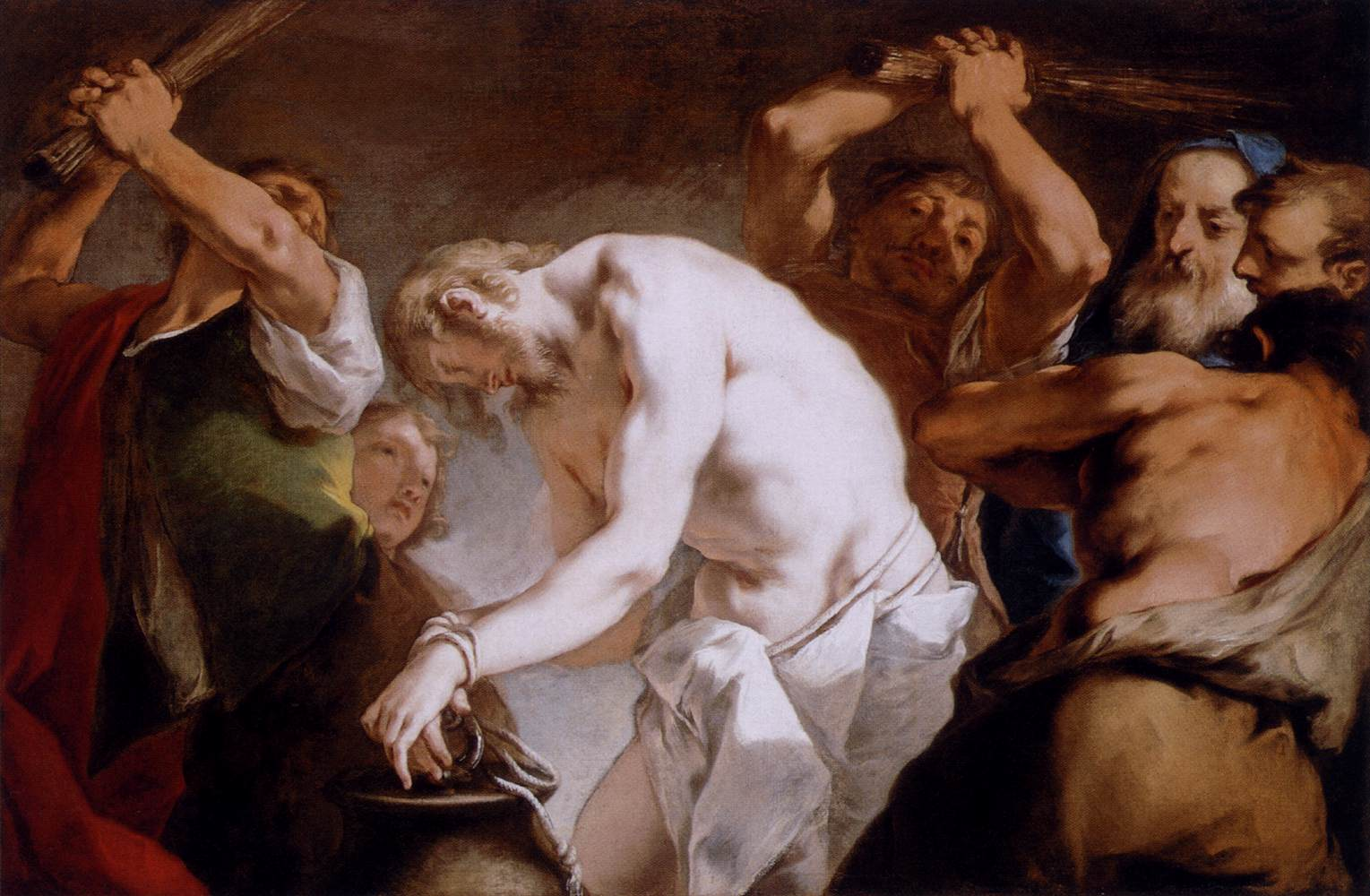
Nicolò Grassi, 1720
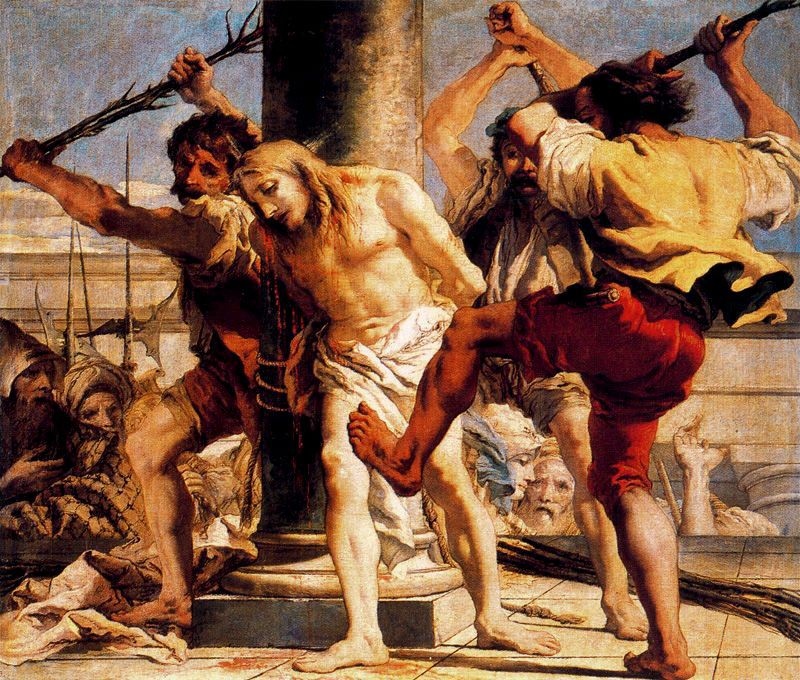
Giovanni Domenico Tiepolo
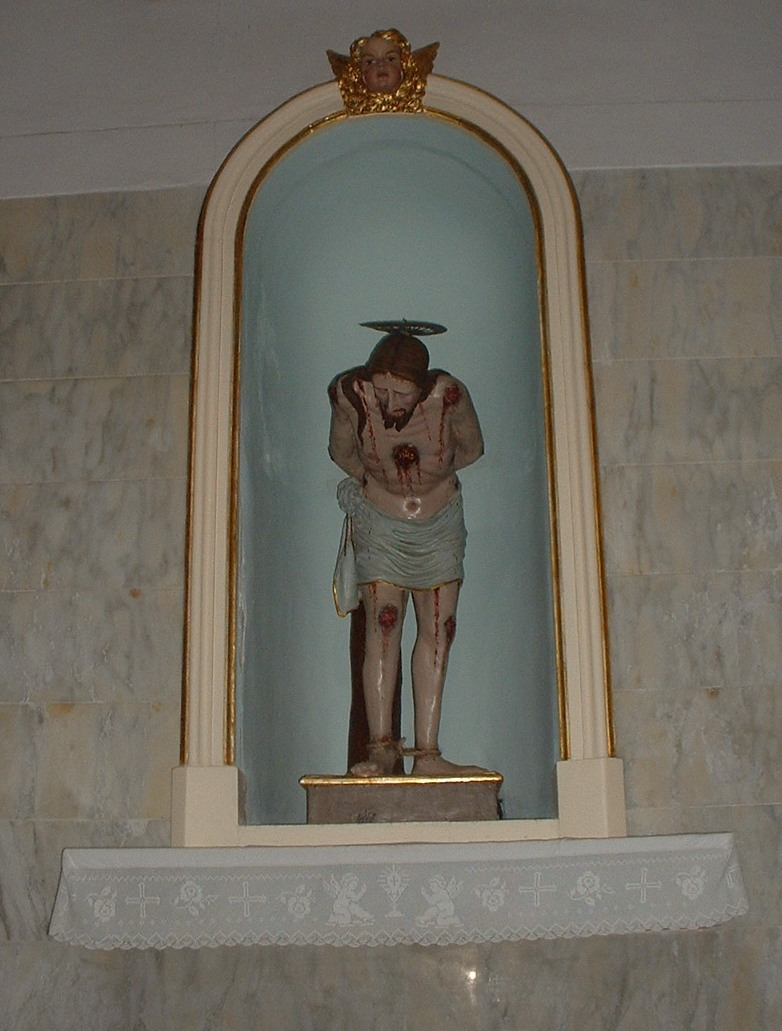
Kristus u sloupu, italské sochařství, 1817
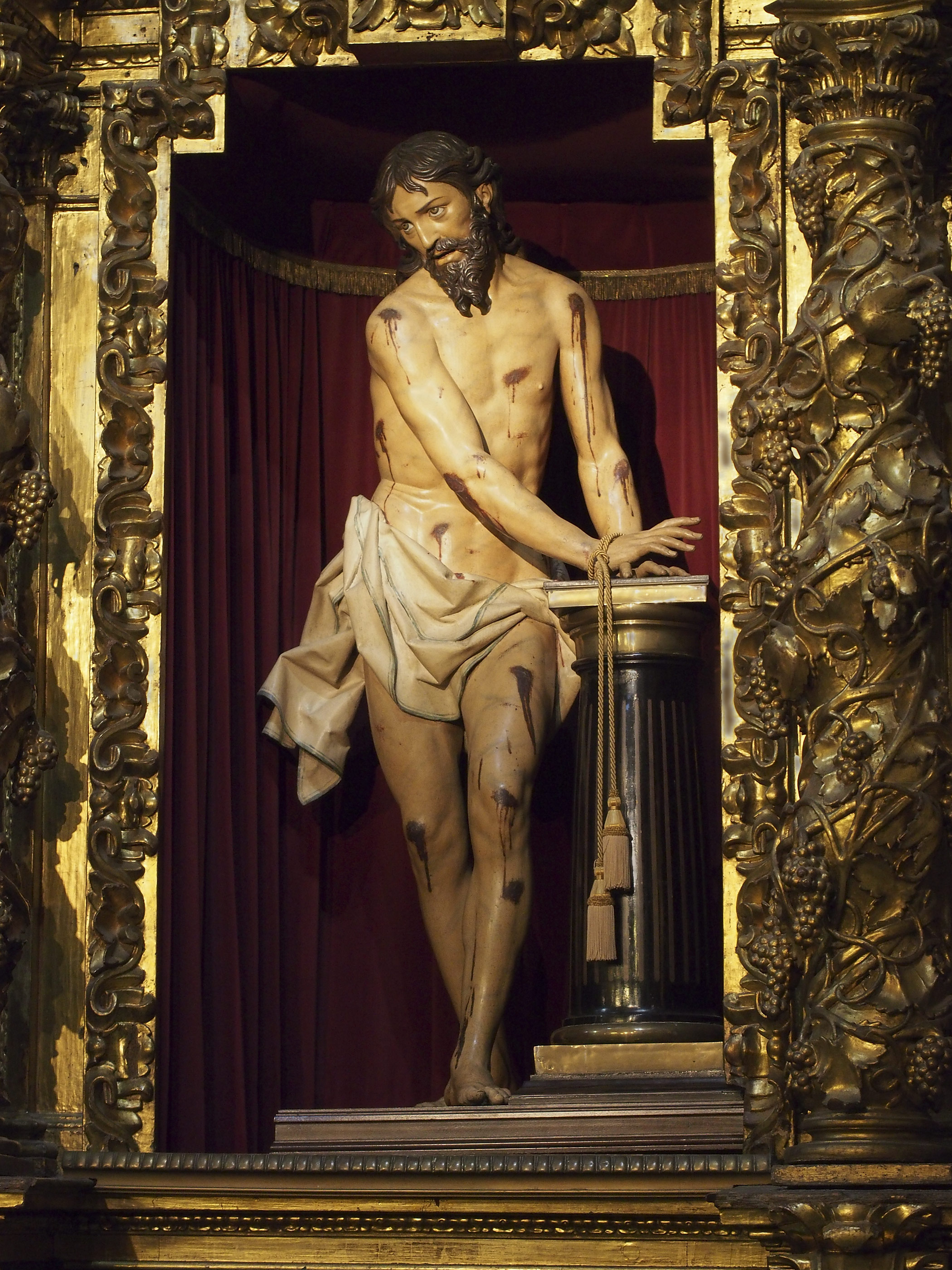
Kristus u sloupu, Gregorio Fernández
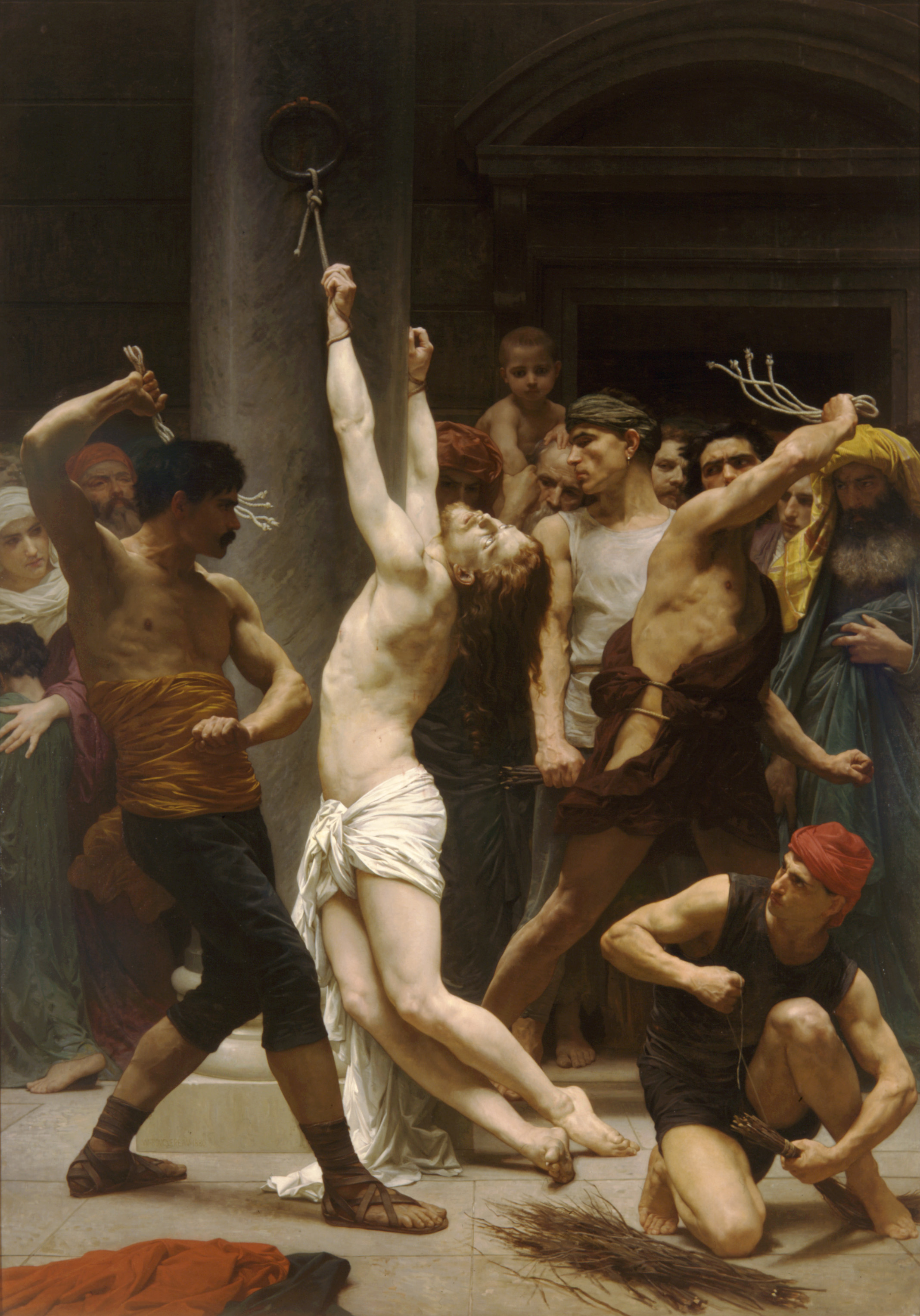
Bičování našeho Pána Ježíše Krista, William-Adolphe Bouguereau

## Ve filmu a hudbě

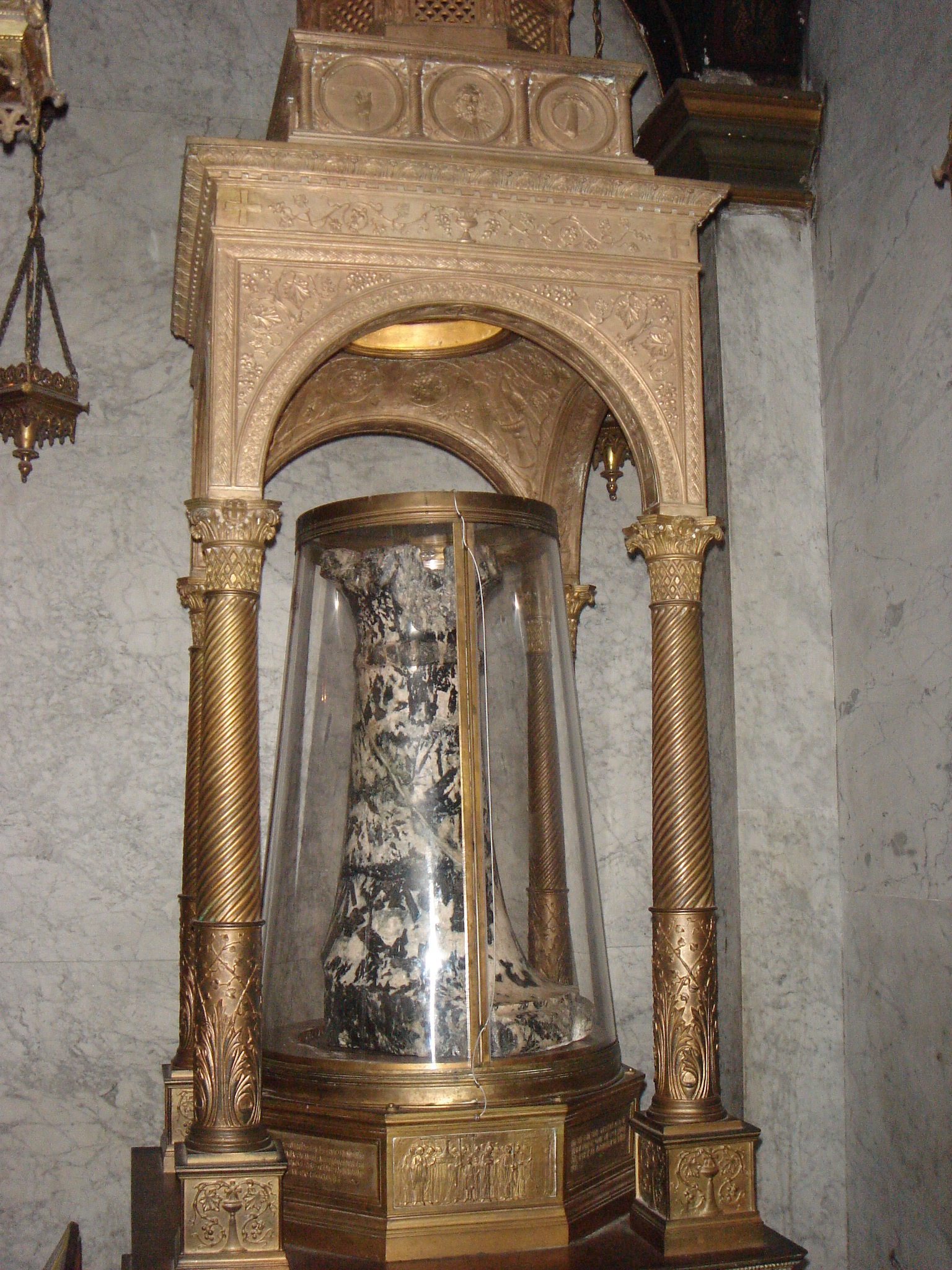
Relikvie sloupu v Santa Prassede v Římě

Bičování Ježíše („Proces před Pilátem (včetně 39 ran bičem)“) je vrcholnou událostí v rockovém muzikálu Jesus Christ Superstar. Moderní filmaři také zobrazují bičování Krista. Jedná se o významnou scénu ve filmu Mela Gibsona Umučení Krista z roku 2004. V Kubrickově filmu A Clockwork Orange si Alex představuje sám sebe jako římského vojáka bičujícího Ježíše.

## Relikvie
Na různých místech se dochovaly předpokládané části Sloupu bičování, nazývaného také Bičovací sloup. 
- Chrám Božího hrobu v Jeruzalémě:
  - Řecká pravoslavná kaple Derision v ambulatoriu
  - Kaple Zjevení Páně ve františkánském areálu, původně ve Večeřadle[13]
- Santa Prassede v Římě